# Kirk Cameron
Kirk Thomas Cameron (Panorama City, 12 ottobre 1970) è un attore e regista statunitense. Oltre a lavorare nel mondo del cinema, del teatro e della televisione, è anche uno scrittore religioso e ministro del culto della Chiesa Battista. È noto per il ruolo di Mike Seaver nella sitcom Genitori in blue jeans, prodotta a cavallo tra gli anni ottanta e anni novanta.

## Biografia

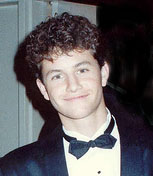
Cameron alla cerimonia dei Premi Emmy 1989

Nasce a Los Angeles da Robert Cameron e Barbara Bausmith, insegnanti delle scuole medie. Ha tre sorelle tra cui l'attrice Candace Cameron. Dopo gli studi inizia a frequentare corsi di teatro e a 14 anni si sottopone ad provino per una serie che poi diverrà famosa in tutto il mondo, Genitori in blue jeans (1984-1992), produzione che gli darà una grande fama. Dal successo della serie nasce uno spin-off, intitolato Dieci sono pochi. Partecipa ad altre 16 sitcom per famiglie ed è spesso ospite di Larry King anche come opinionista. Nei primi anni dell'adolescenza si dichiarava ateo, ma a 17 anni, all'apice del successo della sitcom Genitori in blue jeans si converte al cristianesimo protestante e da questo punto in poi insisterà con i realizzatori della serie per rimuovere qualunque particolare ritenesse troppo sconveniente o adulto dalla sit-com.
Ha recitato nel film Prima dell'Apocalisse (2000) adattamento cinematografico del primo libro della saga post-apocalittico-cristiana di Left Behind e nei due seguiti Prima dell'Apocalisse 2 - Tribulation Force (2002) e Gli esclusi - Il mondo in guerra (2005). Nel 2014 è protagonista di Saving Christmas, film universalmente stroncato da critica e pubblico che ha raggiunto la Bottom 100 dei peggior film mai realizzati su IMDb a meno di un mese dalla sua distribuzione nelle sale. 
Repubblicano convinto, ha supportato Donald Trump durante la campagna elettorale del 2016 e del 2020 ed è un sostenitore del creazionismo; ha partecipato a svariati convegni e seminari su temi religiosi.

## Vita privata
È sposato con Chelsea Noble, co-protagonista in Kirk, e padre di sei figli, di cui quattro adottivi.

## Filmografia

### Attore

#### Cinema
- Tempi migliori (The Best of Times), regia di Roger Spottiswoode (1986)
- Tale padre tale figlio (Like Father, Like Son), regia di Rod Daniel (1987)
- Doppia verità (Listen to Me), regia di Douglas Day Stewart (1989)
- The Willies, regia di Brian Peck (1990)
- Prima dell'apocalisse (Left Behind: The Movie), regia di Vic Sarin (2000)
- Prima dell'apocalisse 2 - Tribulation Force, regia di Bill Corcoran (2002)
- Gli esclusi - Il mondo in guerra (Left Behind III: World at War), regia di Craig R. Baxley (2005)
- Fireproof, regia di Alex Kendrick (2008)
- Religiolus - Vedere per credere (Religulous), regia di Larry Charles (2008)
- Unstoppable, regia di Darren Doane (2013)
- Saving Christmas, regia di Darren Doane (2014)
- Come Home, regia di Caleb Price (2017)
- Extraordinary, regia di Scotty Curlee (2017)

#### Televisione
- Il Golia attende (Goliath Awaits), regia di Kevin Connor (1981)
- Starflight One (Starflight: The Plane That Couldn't Land), regia di Jerry Jameson (1983)
- More Than Murder, regia di Gary Nelson (1984)
- Children in the Crossfire, regia di George Schaefer (1984)
- Un angolo in paradiso (A Little Piece of Heaven), regia di Mimi Leder (1991)
- Stregato da una stella (Star Struck), regia di Jim Drake (1994)
- Il computer con le scarpe da tennis (The Computer Wore Tennis Shoes), regia di Peyton Reed (1995)
- Una fortuna da cani (You Lucky Dog), regia di Paul Schneider (1998)
- The Birth of Jesus, regia di Robert Marcarelli (1998)
- Il miracolo delle cartoline (The Miracle of the Cards), regia di Mark Griffiths (2001)
- Growing Pains: Return of the Seavers, regia di Joanna Kerns (2004)
- Mercy Rule, regia di Darren Doane (2014)

#### Serie TV
- Bret Maverick – serie TV, episodi 1x1-1x2 (1981)
- Disneyland – serie TV, episodi 28x19 (1982)
- Herbie, the Love Bug – serie TV, episodi 1x1 (1982)
- Lou Grant – serie TV, episodi 5x23 (1982)
- Two Marriages – serie TV, episodi 1x2 (1983)
- ABC Afterschool Specials – serie TV, episodi 11x5-12x4 (1983)
- Dieci sono pochi (Just the Ten of Us) – serie TV, episodi 1x0 (1987)
- Gli amici di papà (Full House) – serie TV, episodi 1x18 (1988)
- Genitori in blue jeans (Growing Pains) – serie TV, 167 episodi (1985-1992)
- Kirk – serie TV, 31 episodi (1995-1996)
- The Wonderful World of Disney – serie TV, episodi 4x3 (2000)
- Il tocco di un angelo (Touched by an Angel) – serie TV, episodi 8x3 (2001)
- In tribunale con Lynn (Family Law) – serie TV, episodi 3x12 (2002)